# Mzdový výměr
Mzdový výměr je písemný dokument, kterým zaměstnavatel určuje výši mzdy zaměstnance, pokud tak nebylo učiněno jiným způsobem (pracovní smlouvou, vnitřním předpisem). V dokumentu musí být uvedeny informace o způsobu odměňování a o termínu a místě výplaty mzdy. Zaměstnavatel je povinen vystavit mzdový výměr zaměstnanci nejpozději v den nástupu do zaměstnání. Má právo výši takto stanovené mzdy změnit bez vědomí zaměstnance, nemůže tak však učinit se zpětnou účinností. Tuto změnu je povinen zaměstnanci oznámit nejpozději v den, kdy nabývá platnosti. Pomocí mzdového výměru může zaměstnavatel upřesnit mzdu konkrétního zaměstnance, která už je definována jiným způsobem.